# The Lord of Steel
The Lord of Steel é o décimo primeiro álbum de estúdio da banda estadunidense de heavy metal Manowar, lançado em 19 de outubro de 2012.
A música "El Gringo" foi usada como tema para o filme de mesmo nome, dirigido por Eduardo Rodriguez e estrelado por Scott Adkins.

## Faixas
Todas as faixas escritas por Joey DeMaio, exceto as anotadas.
| N.º | Título                                        | Duração |  |
| 1.  | "The Lord Of Steel"                           | 4:07    |  |
| 2.  | "Manowarriors"                                | 4:46    |  |
| 3.  | "Born In A Grave" (Letra: DeMaio, Karl Logan) | 5:47    |  |
| 4.  | "Righteous Glory" (Letra: DeMaio, Logan)      | 6:10    |  |
| 5.  | "Touch The Sky"                               | 3:49    |  |
| 6.  | "Black List"                                  | 6:58    |  |
| 7.  | "Expendable"                                  | 3:10    |  |
| 8.  | "El Gringo"                                   | 4:57    |  |
| 9.  | "Annihilation"                                | 4:00    |  |
| 10. | "Hail, Kill And Die"                          | 3:56    |  |
| 11. | "The Kingdom of Steel"                        | 7:21    |  |

## Membros
- Joey DeMaio – baixo e teclado
- Eric Adams – vocal
- Karl Logan – guitarra e teclado
- Donnie Hamzik – Bateria

## Desempenho nas paradas
| Parada musical (2012)                 | Posição |
| ------------------------------------- | ------- |
| Bélgica (Ultratop Valônia)            | 191     |
| Alemanha (Offizielle Deutsche Charts) | 19      |
| Áustria (Ö3 Austria Top 40)           | 37      |
| Suécia (Sverigetopplistan)            | 41      |
| Finlândia (Suomen virallinen lista)   | 20      |
| Noruega (VG-lista)                    | 40      |